# 이탈리아 전쟁
이탈리아 전쟁은 주로 이탈리아반도에서 발생하여 나중에 플랑드르 등 다른 지역으로도 확전된 1494년부터 1559년까지의 일련의 분쟁들을 가리킨다. 흔히 대이탈리아 전쟁(grandi guerre d'Italia) 혹은 이탈리아 대전쟁(Guerre horrende de Italia)으로도 알려져 있다. 이 전쟁에는 대부분의 이탈리아 도시국가들, 교황령, 서유럽의 주요 국가인 프랑스, 스페인, 신성로마제국, 잉글랜드, 스코틀랜드 그리고 오스만 제국이 참가하였다. 원래는 나폴리 왕국과 밀라노 공국의 계승권에 관련된 갈등으로 시작되었지만, 전쟁은 순식간에 힘과 영토를 둘러싼 각국의 이익을 위한 권력투쟁으로 번졌다. 그 때문에 시작의 단계에서부터 각국의 이해관계에 따라 동맹을 체결하거나 배신하는 역동맹이 일어났다.

## 서막
베네치아와 밀라노 사이에서 벌어진 롬바르디아 전쟁이 1454년에 끝나자 북 이탈리아는 피렌체의 코시모 데 메디치와 로렌초 데 메디치의 치세 동안 오랜만에 평화를 만끽했다. 다만 피렌체 전쟁(1478~80)과 페라라 전쟁(1482-1484)은 특별한 예외였다.
1493년 바르셀로나 조약(Treaty of Barcelona)에 의해 프랑스는 스페인에 양도받았던 루시용(Roussillon)과 세르다냐(Cerdagne, Cerdanya)를 스페인에 반환하는 대신, 프랑스가 이탈리아에서 벌일 군사행동에 대해 스페인이 간섭하지 않기로 약속 받았다.

## 전쟁

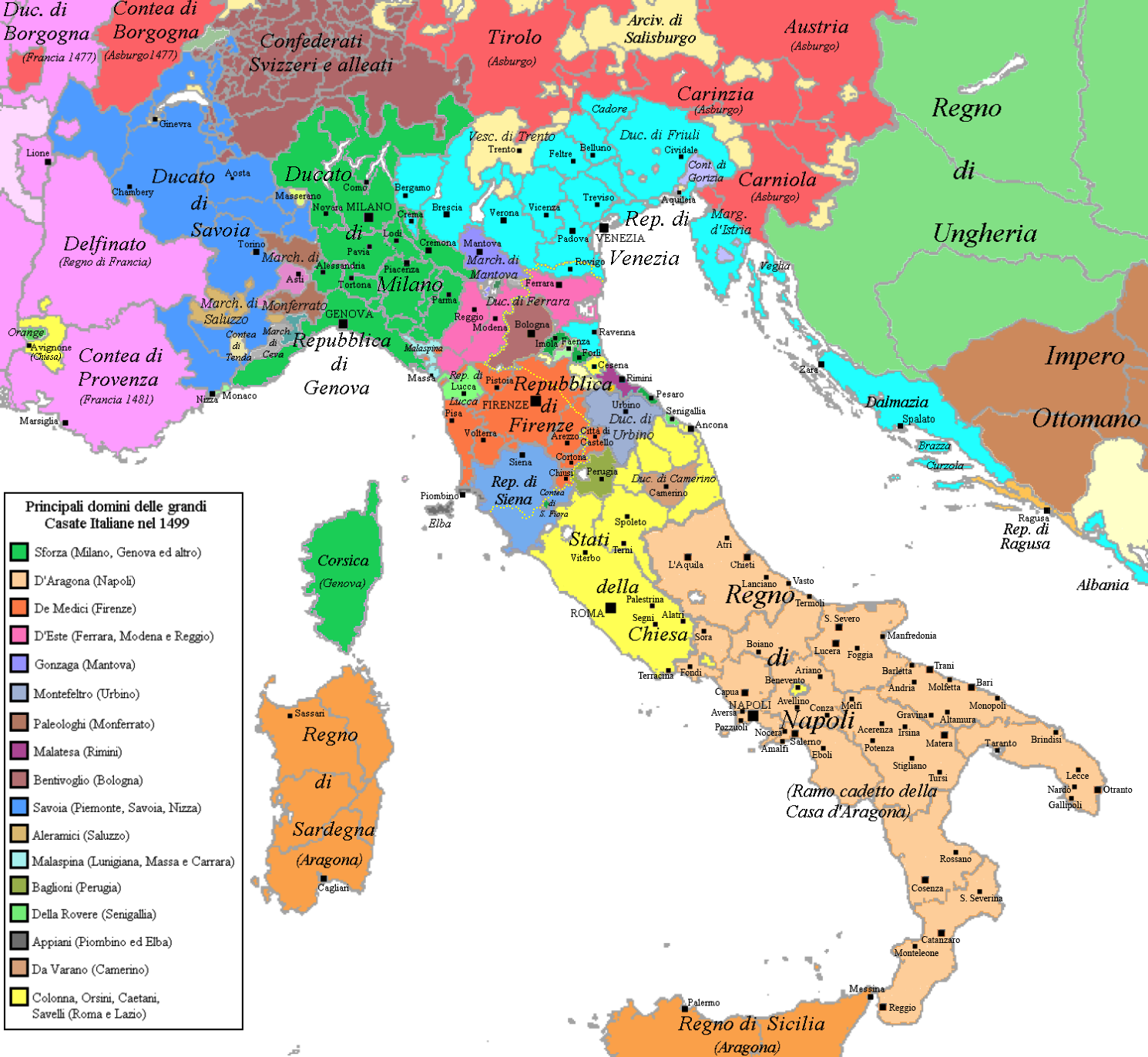
1499년의 이탈리아

### 1494년-1498년 이탈리아 전쟁
밀라노의 루도비코 스포르차는 조카 잔 갈레아초(1469-94)의 권력을 찬탈하여 공작에 오른다. 잔 갈레아초가 장인에게 도움을 요청하자 나폴리 왕국이 밀라노의 권력투쟁에 개입하였다. 루도비코는 나폴리를 견제하며 자신의 지위를 곤고히 하고자 프랑스와 동맹을 맺고 샤를 8세의 이탈리아 원정을 지지했다. 1494년 나폴리의 페르디난도 1세가 죽자, 샤를 8세는 나폴리 왕국의 왕위에 대한 앙주 가문(Angevin)의 승계를 명분으로 하여 이탈리아를 침공했다.
샤를 8세는 25,000명(8,000명의 스위스 용병 포함)의 병력을 이끌고 침공했는데, 나폴리를 십자군 원정의 전진기지로 삼겠다는 것이 명분이었다. 프랑스 군는 밀라노의 루도비코의 도움하에 큰 저항없이 이탈리아를 통과하며 나폴리를 정복하는데 성공한다. 이탈리아 도시국가의 용병들은 그들에게 저항하기에는 무능력했다. 프랑스군은 나폴리를 약탈하였고, 이는 북부 이탈리아의 반발을 불러일으켜 프랑스를 상대하기 위해 베네치아 동맹(League of Venice)이 결성되었다.
이 동맹에 베네치아, 밀라노, 피렌체, 교황령, 스페인, 신성로마제국 등이 참여함으로써 샤를의 군대는 프랑스로 본국으부터 지리적으로 분리되었다. 프랑스군은 1495년 6월 28일 세미나라 전투(battle of Seminara)에서 나폴리의 페르디난도 2세와 스페인 장군 곤살로 페르난데스 데 코르도바(Gonzalo Fernández de Córdoba)가 지휘하는 나폴리-스페인 동맹군을 완파하였다. 그러나 베네치아 동맹군에 의해 프랑스-나폴리 사이의 길이 차단되자 귀국할수밖에 없었다. 1495년 7월 4일 북이탈리아의 포르노보에 도착한 도착한 프랑스군은 길을 내기 위해 베네치아 동맹과 협상을 시도하였지만 결렬되었다.

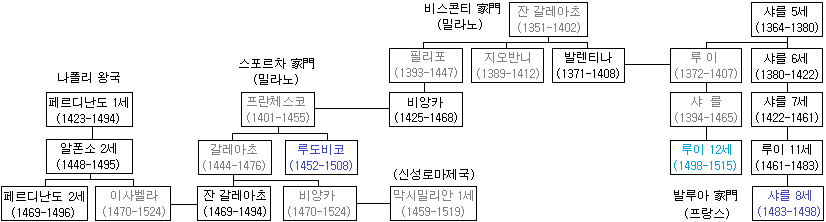
이탈리아 주요 가문의 계보

1495년 7월 6일 벌어진 포르노보 전투(battle of Fornovo)에서 베네치아 동맹을 상대로 프랑스 군대는 전술적 승리를 거두었지만, 결정적 승리를 거두지 못한채 전리품을 남겨두고 프랑스로 물러나게 되었다. 나폴리의 페르디난도 2세는 샤를 8세가 프랑스로 물러난후 전투를 통해 프랑스 수비군을 나폴리에서 몰아낼 수 있었다. 밀라노의 루도비코는 프랑스를 배신하고 1499년까지 그의 왕좌를 유지하였으나, 샤를의 뒤를 계승한 프랑스의 루이 12세가 롬바르디아를 침공해 밀라노에서 사로잡혔다. 일련의 전투 과정에서 유럽은 이탈리아 도시국가들이 매우 부유하지만 그들의 용병군이 허약하다는 사실을 알게 되었고, 이후 이탈리아에서 계속 다른 전쟁이 벌어지게 되었다.

### 1499년-1504년 이탈리아 전쟁
프랑스의 샤를 8세가 1498년에 사망한후 왕위를 계승한 루이 12세는 밀라노의 계승권을 주장하며 1499년 롬바르디아를 침공했다. 루이 12세는 루도비코가 권력을 찬탈했다고 주장했다. 1494년에 밀라노 공작이였던 잔 갈레아초 스포르차(1469-94)가 죽자 그의 숙부인 루도비코가 독살했을 것이라는 소문이 파다했었기 때문이다. 또한 비스콘티 가문의 마지막 공작인 필리포가 1447년 후계없이 사망하자 프란체스코 스포르차가 사위의 자격으로 통치권을 계승하였다. 그러나 필리포의 유일한 후손인 비앙카(프란체스코의 부인)는 사생아였다. 그래서 계승에 정통성이 없다고 보았다. 이에 반해 루이 12세는 할머니 발렌티나(1371~1408)를 통해 혈통을 물려받았으므로 정통성은 자신에게 있다고 주장하였다.
프랑스군이 밀라노를 침공하기 이전 북부 이탈리아의 여러 세력 사이에 복잡한 이해관계가 얽혀 있었다. 피렌체를 견제하기 위해 밀라노의 루도비코 스포르차는 피사를 지원하고 있었고, 신성로마제국의 막시밀리안 1세를 끌어들였다. 피렌체와 피사의 전쟁으로 대프랑스 동맹이 분열되는 것을 우려한 막시밀리안은 1496년 이 전쟁에 개입하였지만, 이는 오히려 피렌체가 프랑스를 끌어들이는 결과를 낳았다.
프랑스의 루이 12세는 북부 이탈리아의 밀라노에 이어 샤를 8세를 정책을 계승하여 남부 이탈리아의 나폴리까지 정복하려고 하였다. 미리 신성로마제국, 영국, 스페인 등과 우호적 조약을 맺어둔 루이는 1499년 7월 27000명의 군대(1만명의 기병과 5천명의 스위의 용병 포함)를 이탈리아로 파견하여, 공성전 끝에 10월 6일 밀라노를 정복하였다. 나폴리로 가는 길을 열기 위해 피렌체를 끌어들일 필요가 있었으므로, 1500년 6월 프랑스군은 피렌체를 지원하여 피사를 침공하였으나 피사인들의 격렬한 저항으로 후퇴하였다.
1500년 11월 루이는 스페인의 페르난도 2세와 나폴리 분할에 대한 협정에 합의하고, 밀라노에서 남쪽으로 진군했다. 연합한 프랑스와 스페인 군대는 1502년 나폴리 왕국을 점령하고 지배했으나 분할에 대한 조건이 바뀌면서 의견차이가 생겼고, 루이 12세와 페르난도 2세는 전쟁으로 치닫게 되었다. 스페인의 장군 코르도바는 1494년의 1차 전쟁에서 무력한 모습을 보였던 스페인군을 개혁하였고 1503년 4월 체리뇰라 전투(Battle of Cerignola)와 12월 가릴리아노 전투(Battle of Garigliano)에서 프랑스군을 대파하였다. 결국 루이 12세는 나폴리에서 군대를 철수시켰고, 나폴리는 스페인 총독 코르도바 장군의 지배에 들어갔다.

### 1508년-1516년 캉브레 동맹전쟁
1503년 교황으로 선출된 교황 율리오 2세는 베네치아 공화국의 영토 확장에 대해 심각하게 우려하고 있었다. 제노바 출신의 교황은 제노바를 비롯한 다른 북부 이탈리아 국가들이 베네치아를 증오한다는 점을 잘 알고 있었다. 뿐만 아니라 신성로마제국의 막시밀리안 1세 역시 베네치아의 프리울리 공국 공략에 분노하고 있었으며, 프랑스의 루이 12세 역시 베네치아가 프랑스의 밀라노 지배에 위협이 된다고 보고 있었다. 나폴리의 페르디난도 왕도 베네치아가 남부 이탈리아의 아드리아해 연안 도시들 중 여러 곳을 점거하고 있다는 사실에 분개하고 있었다.
이러한 상황에 힘입어 교황 율리오 2세는 1508년 12월 캉브레 동맹을 조직했다. 이 동맹에는 프랑스, 교황령, 스페인, 신성로마제국 등이 참가해 베네치아를 억제하기로 동의했다. 1509년 5월 동맹군은 아냐델로 전투에서 베네치아 군대를 크게 격파했으나, 같은해 9월 파도바에서는 베네치아군의 격렬한 저항에 부딪혀 점령에 실패하였다. 신성로마제국의 막시밀리안은 대규모 용병군에게 임금을 지급하지 못하게 되자 포위를 풀고 후퇴하였다.
1510년이 되면서 교황 율리오 2세는 프랑스의 루이 12세를 베네치아 이상의 위협으로 여기게 되었고, 베네치아와 동맹을 맺었다. 1510년 3월 교황은 프랑스를 상대하기 위해 스위스의 여러 주와 흥정하여 6,000명의 스위스군을 끌여들였다. 1년 후 로마냐 근교에서 교황측 군대가 수차례 패배를 당하는 동안 교황은 프랑스에 대한 신성 동맹을 선언하였다. 이 동맹은 잉글랜드, 스페인, 신성로마제국이 참가하면서 급속히 커졌다.
가스통 드 푸아의 지휘하의 프랑스 군대는 1512년 라벤나 전투에서 스페인 군대에 압도적 승리를 거두었다. 그러나 이 전투 중 푸아가 전사하고, 스위스가 밀라노를 침공해 점령하자 프랑스군은 이탈리아에서 철수하였다. 밀라노를 점령한 스위스는 마시밀리아노 스포르차(1493-1530)를 공작에 복위시켰다. 승리를 거둔 신성 동맹 내에서는 얼마 못 가 불협화음이 일어났고, 1513년 베네치아는 프랑스와 동맹을 맺고 롬바르디아를 분할하는 데 동의했다.
루이는 또 한 번 밀라노 침공을 시도했으나, 밀라노의 스위스 용병은 1513년 6월 노바라에서 프랑스의 란츠크네히트 용병을 포위 공격하여 결정적 패배를 안겼다. 신성 동맹은 이어서 1513년 10월 베네치아를 라 모타에서, 1513년 8월 프랑스를 긴가트(현재의 앙긴가트), 1513년 9월 스코틀랜드를 상대로 플로든 필드에서 연속적으로 승리를 거두었다.
그렇지만 교황 율리오 2세가 1513년 2월 죽은 이후에, 동맹을 유효하게 이끌 리더쉽을 갖춘 인물이 없었다. 한편 1515년 1월 프랑스의 루이 12세가 죽고, 프랑수아 1세가 프랑스 왕위를 계승하였다. 프랑수아 1세는 프랑스-베네치아 연합군을 이끌고 1515년 마리냐노에서 스위스군을 격퇴하였다. 이 전투 이후 교황 레오 10세와 스페인이 밀라노를 포기하면서 신성 동맹은 무너져 내렸다. 1516년 8월 누아용(Noyon) 조약 및 브뤼셀 조약에 의해 북 이탈리아 전체가 프랑스와 베네치아에 항복했다.

### 1521년-1526년 이탈리아 전쟁
스페인 국왕 카를로스 1세(카를 5세)가 1519년 6월 신성로마황제로 선출되자 황제 선거에 고배를 마신 프랑수아 1세가 강한 불만을 들어냈다. 합스부르크의 영토인 스페인, 독일, 플랑드르 등으로 프랑스 영토가 둘러쌓임으로 국가의 안위가 위협받게 되었기 때문이다. 이로 인해 발루아 가문과 합스부르크 가문의 관계가 악화되었다. 한편 황제 선출에서 프랑수와 1세를 지지했던 교황 레오 10세(재위 1513~21)는 카를 5세의 영토인 나폴리 왕국이 바티칸에서 겨우 40 마일 떨어져 있다는 사실을 불안해하였다.
프랑스와 합스부르크 사이의 관계가 악화되자 프랑수아 1세는 이를 구실로 전쟁을 일으켰다. 그러나 프랑스의 기대와는 달리 교황 레오 10세는 갑자기 황제와 화친하고 제국의 편에 섰다. 마르틴 루터의 종교 개혁에 대항하기 위해 교황은 제국 황제의 도움이 필요했기 때문이다. 잉글랜드의 헨리 8세는 교황과 황제의 편에 서서 대프랑스 전쟁에 참여하였다. 이로써 프랑스의 동맹은 베네치아 공화국 밖에 남지 않았다. (한편 이 사이 교황 레오 10세가 1521년에 사망하고 하드리아노 6세가 1년동안 교황의 자리에 있다가 사망한 뒤, 클레멘스 7세가 뒤를 이었다).
카를 5세는 1521년 프랑스로부터 밀라노를 빼앗아 1522년 프란체스코 2세 스포르차에게 돌려주었다. 프랑스군은 스페인의 아쿼버스 전술을 상대할 수 없었다. 프랑스-베네치아 연합군은 1522년 4월 비코카에서 제국-스페인-교황령-밀라노군에게 결정적 패배를 당하면서 롬바르디아를 포기할수 밖에 없었고, 롬바르디아를 탈환하기 위해 재차 투입된 프랑스군 역시 1524년 4월 세시아에서 제국-스페인군에게 심각한 패배를 당했다. 1524년 10월 프랑수아 1세는 직접 프랑스군을 이끌고 롬바르디아를 침공하였지만, 1525년 2월 파비아 전투에서 완패하고 그 자신도 포로로 잡혔다.
프랑수아 1세가 스페인에 감금되는 사태가 벌어지자 프랑스는 왕을 석방하기 위해 일련의 외교적 노력을 기울였다. 특히 오스만 투르크의 쉴레이만 대제와 전례없는 기독교-무슬림 동맹을 맺음으로 유럽의 기독교 세계에 큰 충격을 주었다. 이러한 노력에도 불구하고, 프랑수아 1세는 밀라노, 플랑드르, 부르고뉴를 모두 포기한다는 마드리드 조약에 동의한후 1526년 2월에 풀려날수 있었다.

### 1526년-1530년 코냑 동맹전쟁
1526년 교황 클레멘스 7세는 이탈리아 반도내에서 신성 로마제국의 힘이 커지는 것에 불안을 느끼고, 1526년 5월 제국의 황제 카를 5세를 상대로 코냑동맹을 결성하였다. 교황령 뿐만 아니라 프랑스, 베네치아, 피렌체, 밀라노 등이 이 동맹에 가입하였다. 동맹의 목표는 이탈리아 반도에서 카를 5세의 세력을 몰아내는 것이였다. 이탈리아에 주둔하고 있는 카를 5세의 제국군은 용병료가 계속 체불되자 불만에 가득차 있었다. 이탈리아의 몇몇 지역에서 제국군이 봉급이 지불될 때까지 전장에 나서는 것을 거부하는 일마저 있었다. 동맹군의 지휘관들은 제국군의 사기가 떨어져 있는 동안 이러한 제국군 내부의 무질서를 이용하고자 하였다. 그렇지만 동맹군에게 고용된 스위스 용병들이 합류할때까지 공세를 미루었다.
그동안 베네치아의 군대는 교황령 군대에 합류하기 위해 북부 이탈리아의 서쪽으로 진군했다. 그 와중에 비스콘티 가문이 지배하고 있던 로디(Lodi)에서 폭동이 일어났다는 사실을 알게 되었다. 불만을 가지고 있던 로디의 육군 지휘관이 베네치아군에 성문을 열어주었고, 베네치아는 1526년 6월 로디를 장악하였다. 밀라노에서도 프란체스코 2세 스포르차에 대항하는 폭동이 일어났다. 동맹에 합류한 프랑수아 1세는 마드리드 조약을 파기하고 밀라노를 다시 정복하기를 원했으나 전쟁초반에는 소극적이였고 프랑스가 동맹에 가담하여 전쟁에 임한다는 사실도 숨기려고 하였다.
1526년 황제 카를 5세는 바티칸의 교황에게 외교 사절을 파견하였다. 황제의 위협을 받은 교황은 프랑스군이 북부 이탈리아의 롬바르디아에 막 도착할 때에 교황령 군대를 회군시켰다. 이로 인해 갑자기 동맹군은 분열되기 시작했다. 베네치아는 지난 이탈리아 전쟁 기간 동안 전 국토가 유린당하여 상당한 피해를 받고 있었기에, 추가적으로 군대를 파견하기를 거부하였다.
프랑스는 다른 동맹국들의 거부로 밀라노를 재정복하려는 당초의 목표를 달성할 수 없게 되자 군대를 돌려 롬바르디아를 떠났다. 프랑스군이 롬바르디아를 떠나자 제국군은 로마로 진군하였다. 로마를 점령한 제국군은 로마를 약탈하였다.(로마약탈 1527 참고) 교황 클레멘스 7세는 제국군에 의해 구금되었고 카를 5세에 더 이상의 적대 행위를 하지 않겠다고 약속해야 했다. 1528년 나폴리 공성전에 패배한 프랑스는 1529년 캉브레 조약 체결후 동맹에서 이탈하였다. 베네치아 역시 제국과 평화 조약을 맺었고, 1529년 피렌체는 제국군이 침공하자 10개월간 농성전을 벌였으나 패배하였다. 패배로 인해 피렌체의 통치권은 메디치 가문에게 다시 돌아갔다. 카를 5세의 지원하에 피렌체는 공화정이 폐지되고 귀족정이 실시되었다. 초대 피렌체 공작에는 교황 클레멘스 7세의 재종손자인 알레산드로 데 메디치가 임명되었다.
전쟁은 카를 5세의 승리로 돌아갔으며 이탈리아 반도에서 카를 5세의 영향력은 매우 커졌다. 베네치아를 제외하고 다른 대부분의 도시 국가들은 카를 5세의 직접 혹은 간접적인 영향권아래 놓이게 되었다. 나폴리 왕국은 직접 통치를 유지하였고 밀라노는 사실상 카를 5세가 실권을 가지고 있는 것과 마찬가지가 되었으며 교황령과 피렌체, 제노바에 대해 많은 영향력을 미칠수 있게 되었다.

### 1536년-1538년 이탈리아 전쟁
1500년 2차 이탈리아 전쟁때 프랑스의 루이 12세가 스페인을 전쟁에 끌어들였다. 양국은 동맹을 맺고 나폴리 정복에 성공한다. 그러나 점령 분할에 대한 의견차이로 벌인 다툼끝에 프랑스가 패하여 스페인이 나폴리를 단독 지배하게 되었다. 이후 이탈리아에서 스페인의 영향력은 점차 커져갔다. 스페인과 신성로마제국을 모두 어우르는 카를 5세가 이탈리아에서 행사할 수 있는 힘은 스페인 단독의 힘과는 비교할 수 없을 정도로 커졌다. 카를 5세는 이러한 힘을 이용하여 프랑스를 상대하려 하였다.
카를 5세와 프랑수아 1세는 이미 두 차례 전쟁을 치른바 있는데, 1535년 11월 밀라노 공작(프란체스코 2세 스포르차)이 상속자 없이 사망하자 전쟁이 다시 시작되었다. 카를 5세는 측근들을 보내 밀라노를 접수한후 자신의 아들인 펠리페(1527~1598)를 밀라노 공작에 임명하려 하였다. 이에 대해 밀라노 뿐만 아니라 이탈리아 도시 국가들은 반발하지 않았다. 그러나 여전히 이탈리아 북부에 대한 소유권을 주장하던 프랑스의 프랑수와 1세는 이에 거부하며 이탈리아를 침공했다.
1536년 3월 24,000명의 보병과 3,000명의 기병으로 구성된 프랑스군은 사보이아 공국으로 진군하였다. 사보이아 공국의 수도 샹베리를 순식간에 함락시킨 프랑스군은 1536년 4월 토리노까지 점령하였지만, 밀라노 공략에는 실패했다. 그동안 아스티(Asti)의 친프랑스 세력이 봉기하여 제국의 관리들을 몰아내었다. 이에 대응하기 위해 카를 5세는 프로방스(Provence) 지역을 침공했고 엑상프로방스(Aix-en-Provence)로 진격했다. 1536년 제국군은 엑상프로방스를 점령하였지만, 프랑스군이 마르세유로 향하는 모든 길을 막아서자 더 이상 진격하지 못하였다. 결국 제국군은 강력히 방어되고 있는 아비뇽(Avigon)을 공격하지 못하고 오히려 스페인으로 퇴각하였다.
카를이 프로방스에서 시간을 낭비하는 동안 피에몬테의 프랑스군은 남부 롬바르디의 이탈리아 군사 귀족들로부터 10,000명의 보병과 수백병의 기병을 지원받아 제노바(Genova)로 향하였다. 프랑수아는 이탈리아를 침공하기 앞서 1536년 초 오스만 투르크에 대사를 보내 동맹 협정을 맺어두었다. 1536년 말 오스만 제국의 함대가 마르세유 해안에 도착해 프랑스 함대와 연합하여 제노바를 위협하였다. 그렇지만 1536년 8월 프랑스 육군이 제노바에 당도하기 전에 구원군을 받은 제노바의 수비가 강화되어 있었고, 프랑스군은 제노바 대신 피에드몬트의 많은 도시를 점령하였다. 바르바로스 하이렛딘 파샤가 이끄는 오스만 해군이 이탈리아의 해안 도시를 공략하기도 했지만, 프랑스군에 큰 도움이 되지는 않았다. 비록 전쟁에서 오스만군의 역할이 크지 않았지만, 서쪽의 프랑스와 동쪽의 오스만 제국과의 사이에서 양면전쟁을 벌이는 것을 원하지 않았던 카를 5세는 평화를 찾게 되었다.
1538년 6월 니차 조약으로 전쟁은 끝났고, 프랑스의 손에 있던 토리노는 남게 되었지만 이탈리아의 지도에서 중요한 변화는 없었다. 니차 조약이 맺어질때 서로를 증오하던 카를과 프랑수아는 같은 방에 앉기를 거부하였다. 그러므로 교황 바오로 3세가 두 왕이 있는 다른 방을 왔다갔다 하며 협정을 중개해야만 했다. 프랑스와 평화가 맺어진 이후 교황령, 스페인, 제노바 공화국, 베네치아 공화국, 몰타 기사단 등이 참여한 신성 동맹이 결성되어 오스만 해군을 격퇴하려 했으나 1538년 9월 프레베자 해전에서 패배하였다. 프랑스와 스페인 사이에 감정의 골이 더욱 깊어졌고, 이후에도 계속되는 전쟁은 양국의 재정에 타격을 주었다.

### 1542년-1546년 이탈리아 전쟁
1541년 8월 21일 오스만 군이 오스트리아를 물리치고 헝가리 부다(Buda) 점령했다. 9월 8일 제노바에서 이 소식을 접한 카를 5세는 분노하며 복수를 위해 알제 원정을 추진하였다. 원정준비가 지연되어 10월 중순이 넘어서자 안드레아 도리아는 출정을 반대했지만 카를 5세의 고집을 꺽을 수 없었다. 악천후 속에 강행된 무리한 원정은 선박 침몰등 엄청난 피해속에 대실패로 끝났다. 이 소식을 접한 프랑스의 프랑수아 1세는 카를 5세를 꺽고 밀라노 공작을 차지할 수 있는 기회로 판단하여 오스만과 동맹을 맺은후 1542년 7월 선전포고를 하였다.
1543년 6월 오스만 해군 사령관 바르바로사는 함대를 이끌고 마르세이유로 이동하여 프랑스 해군과 합동 작전을 펼쳤다. 프랑스-오스만 함대는 1543년 8월 당시 카를 5세의 영지였던 니스를 점령하고 성을 공성전 끝에 함락시켰다. 하지만 방어를 푸는 데는 1달이 걸렸다. 프랑스 사령관 당기앵(d'Enghien) 백작은 1544년 세레솔레 전투(Battle of Ceresole)에서 제국 군대를 격파했지만, 롬바르디아를 통과해 더 나아가는 데는 실패했다. 카를 5세와 잉글랜드의 헨리 8세는 그때 북 프랑스를 침공하기 시작했고, 불로뉴와 수아송을 점령했다. 그러나 스페인과 잉글랜드 군 사이에는 협력이 잘 되지 않았고, 맹렬한 오스만 제국의 공격 앞에 속수무책이 되자, 카를의 주선으로 이들의 정복지는 단념하고 이전의 상태로 되돌리게 되었다.

### 1551년-1559년 이탈리아 전쟁
1547년 프랑스의 앙리 2세는 프랑수아의 뒤를 이어 왕위에 올랐다. 앙리는 프랑스의 안전과 이탈리아의 탈환을 목표로 1551년 카를 5세에 대해 전쟁을 선포하고, 합스부르크를 제치고 유럽의 정치에서 주도권을 행사하고자 했다. 로렌에 대한 초기 공격이 성공하였고, 1553년 프랑스는 토스카나 침공을 시도했지만 마르차노 전투(1554년 8월 2일)에서 패배했다. 1556년 카를 5세의 은퇴로 합스부르크 제국은 스페인의 펠리페 2세와 페르디난트 1세로 분열되게 되었다. 플랑드르로 전쟁의 초점이 이동하여 펠리페는 에마누엘레 필리베르토 디 사보이아 공작(Emanuele Filiberto)과 연합해 프랑스를 생캉탱에서 패배시켰다. 잉글랜드는 전쟁의 마지막 해에 참전했지만 도리어 칼레를 프랑스에 점령당했다. 프랑스 군대는 스페인 소유의 저지대(Low Countries)를 약탈했다. 앙리 2세는 국내 문제로 카토-캉브레지 조약(Peace of Cateau-Cambrésis)을 수락할 수밖에 없었고, 이탈리아에 대한 권리를 포기하였으며 사보이아 공국을 에마누엘레 필리베르토에게 반환했다.

## 영향과 충격
1559년 전쟁은 끝났고, 합스부르크 왕가의 스페인은 프랑스를 누르고 유럽 최강국임을 과시했다. 이탈리아의 국가들은 중세 시대와 르네상스 기간 동안 전란을 겪으며 2류 세력으로 전락하거나 완전히 몰락하고 말았다.
이탈리아 전쟁은 레오나르도 다 빈치의 작업장과 작품에 영향을 미쳤다. 그가 계획했던 1495년의 "그란 카발로"(Gran Cavallo) 기마동상은 청동 70톤을 부어 조각상을 만들 예정이었다. 하지만 준비했던 청동은 당시 전쟁중인 밀라노에서 무기를 주조하는 데 사용되어 버렸다. 이후 피렌체로 돌아왔다가 로마로 이주하여 그곳에서 거주하던 레오나드로는 마리냐노 전투에서 승리한 프랑수아 1세를 1515년 12월에 볼로냐에서 만났다. 이때 프랑수아 1세의 권유에 따라 프랑스로 거처를 옮겼고 말년을 프랑스에서 보냈다.
프랑스에서는 평화에 대한 축하기간 벌어진 마상 창시합에 참여한 앙리 2세는 불운하게도 치명적인 부상을 당해 죽고 말았다. 그의 죽음으로 15살된 아들 프랑수아 2세가 왕위를 계승하였지만 곧 죽고 말았다. 나아가 1562년 프랑스 종교 전쟁 (위그노 전쟁)이 발발하면서 프랑스는 혼란에 빠지게 되었다.
프랑스에게 점령당했던 사보이아 공국을 돌려받은 에마누엘레 필리베르토는 1561년 공국의 공용어를 라틴어에서 이탈리아어로 바꾸었고 1563년 샹베리에서 토리노로 천도하였다. 이로서 프랑스와 이탈리아 사이에서 애매한 정체성을 가졌던 사보이아 가문은 이탈리아인으로 정착했고 300년 뒤 이탈리아를 통일하는 사르데냐-피에몬테 왕국의 전신 사보이아 공국이 이탈리아 역사에 전면으로 등장했다.

## 무기와 군대
이 전쟁은 군사 기술과 전술에 많은 중요한 발전을 가져오게 되었고, 야전 포병대(Field artillery), 머스켓(muskets)과 제병 연합 부대(Combined arms) 전술이 포함되어 있다.

### 보병
보병은 이탈리아 전쟁 기간 많은 발전을 이루었다. 초기 파이크(pike)와 핼버드(halberd)를 휘두르던 군대는 진화해 아르케부스(arquebusiers), 파이크맨(pikemen)과 기타 군대로 더 다루기 쉬운 부대로 정리되었다. 전쟁이 지속된 초기에는 란츠크네히트(landsknechts)와 스위스 용병(Swiss mercenaries)이 전장을 좌우했으나, 1521년 이탈리아 전쟁부터는 밀집된 소화기(firearms)의 힘이 충분히 입증되면서 점점 널리 보급되어 모든 보병 대형의 기초로 채용되게 되었다.

### 기병
중장 기병(Heavy cavalry)-중세 무장 기사의 최종 진화형-은 이탈리아 전쟁의 전장에서 중요한 존재로 남아 있게 되었다. 프랑스 장다르메(gendarmes)는 일반적으로 성공하였던 것으로 평가된다.

### 포인간
이탈리아 전쟁에서 포병은-특히 야전 포병- 일급 군대에서 없어서는 안 될 존재가 되었다. 샤를 8세는 이탈리아 침공 기간 이동할 수 있는 공성 수레-캘버린(culverins)과 사석포(bombards)를 실은 사륜거-를 충실히 준비해 와서 적의 견고한 성 앞에 도착해 곧바로 전개 배치할 수 있었다.

### 군사적 지도력
이탈리아 전쟁의 군대에서는 콘도티에로, 귀족과 왕 등 여러 군 지도자가 광범위한 방면에서 지휘를 펼쳤다.

### 축성술
이탈리아 전쟁 기간 많은 전투가 공성전으로 시간을 보냈다. 연속으로 이탈리아를 침공한 군대에 대항해 축성술의 수준도 올라가면서 여러 기법이 채용되었다.
이러한 새로운 발전으로 성채에서 보루(bastions)가 분리되어 포병대의 포격에도 견딜 수 있게 하였다.

## 역사 문헌
이탈리아 전쟁에 관해 입수할 수 있었던 문헌들은 당시 참가했던 사람들이나 광범위한 동시대 이야기를 풍부하게 적은 교양 있는 사람-주로 교육을 잘 받은 사령관- 덕분이었다.

### 명칭
이탈리아 전쟁 기간의 군사적 충돌의 범주를 명명하는 데에 각 시대의 역사학자들은 다양한 표준화를 이루었다.

### 동시대 문헌
이탈리아 전쟁의 초기 부분을 다룬 주요 동시대 문헌은 프란체스코 귀차르디니의 《이탈리아의 역사(Storia d'Italia)》로서, 구이치아르디니가 교황의 정무에 접근할 수 있는 혜택을 입어 전투 기간에 저술할 수 있었다.

## 참고 문헌
- Arfaioli, Maurizio. The Black Bands of Giovanni: Infantry and Diplomacy During the Italian Wars (1526–1528). Pisa: Pisa University Press, Edizioni Plus, 2005. ISBN 88-8492-231-3.
- Arnold, Thomas F. The Renaissance at War. Smithsonian History of Warfare, edited by John Keegan. New York: Smithsonian Books / Collins, 2006. ISBN 0-06-089195-5.
- Baumgartner, Frederic J. Louis XII. New York: St. Martin's Press, 1994. ISBN 0-312-12072-9.
- Black, Jeremy. "Dynasty Forged by Fire." MHQ: The Quarterly Journal of Military History 18, no. 3 (Spring 2006): 34–43. ISSN 1040-5992.
- ———. European Warfare, 1494–1660. Warfare and History, edited by Jeremy Black. London: Routledge, 2002. ISBN 0-415-27532-6.
- Blockmans, Wim. Emperor Charles V, 1500–1558. Translated by Isola van den Hoven-Vardon. New York: Oxford University Press, 2002. ISBN 0-340-73110-9.
- 프란체스코 귀차르디니. The History of Italy. Translated by Sydney Alexander. Princeton: Princeton University Press, 1984. ISBN 0-691-00800-0.
- Hackett, Francis. Francis the First. Garden City, New York: Doubleday, Doran & Co., 1937.
- Hall, Bert S. Weapons and Warfare in Renaissance Europe: Gunpowder, Technology, and Tactics. Baltimore: Johns Hopkins University Press, 1997. ISBN 0-8018-5531-4.
- Knecht, Robert J. Renaissance Warrior and Patron: The Reign of Francis I. Cambridge: Cambridge University Press, 1994. ISBN 0-521-57885-X.
- Konstam, Angus. Pavia 1525: The Climax of the Italian Wars. Oxford: Osprey Publishing, 1996. ISBN 1-85532-504-7.
- Norwich, John Julius. A History of Venice. New York: Vintage Books, 1989. ISBN 0-679-72197-5.
- Oman, Charles. A History of the Art of War in the Sixteenth Century. London: Methuen & Co., 1937.
- Phillips, Charles and Alan Axelrod. Encyclopedia of Wars. 3 vols. New York: Facts on File, 2005. ISBN 0-8160-2851-6.
- Taylor, Frederick Lewis. The Art of War in Italy, 1494–1529. Westport, Conn.: Greenwood Press, 1973. ISBN 0-8371-5025-6.

## 더 읽어보기
- Boot, Max. War Made New: Technology, Warfare, and the Course of History: 1500 to Today. New York: Gotham Books, 2006. ISBN 1-59240-222-4.
- Du Bellay, Martin, Sieur de Langey. Mémoires de Martin et Guillaume du Bellay. Edited by V. L. Bourrilly and F. Vindry. 4 volumes. Paris: Société de l'histoire de France, 1908–19.
- Giovio, Paolo. Pauli Iovii Opera. Volume 3, part 1, Historiarum sui temporis. Edited by D. Visconti. Rome: Libreria dello Stato, 1957.
- Lot, Ferdinand. Recherches sur les effectifs des armées françaises des guerres d'Italie aux guerres de religion, 1494–1562. Paris: École Pratique des Hautes Études, 1962.
- Monluc, Blaise de. Commentaires. Edited by P. Courteault. 3 volumes. Paris: 1911–25. Translated by Charles Cotton as The Commentaries of Messire Blaize de Montluc (London: A. Clark, 1674).
- ———. Military Memoirs: Blaise de Monluc, The Habsburg-Valois Wars, and the French Wars of Religion. Edited by Ian Roy. London: Longmans, 1971.
- Saulx, Gaspard de, Seigneur de Tavanes. Mémoires de très noble et très illustre Gaspard de Saulx, seigneur de Tavanes, Mareschal de France, admiral des mers de Levant, Gouverneur de Provence, conseiller du Roy, et capitaine de cent hommes d'armes. Château de Lugny: Fourny, 1653.